# Za Údrčí
Za Údrčí je přírodní památka v okrese Karlovy Vary. Chráněné území s rozlohou 32,5 ha bylo vyhlášeno 20. května 2014. Nachází se přibližně jeden kilometr západně od Údrče mezi Velkým údrčským rybníkem a Kopinským rybníkem. Předmětem ochrany je evropsky významná lokalita střídavě vlhkých bezkolencových luk s výskytem hnědáska chrastavcového (Euphydryas aurinia).

## Galerie

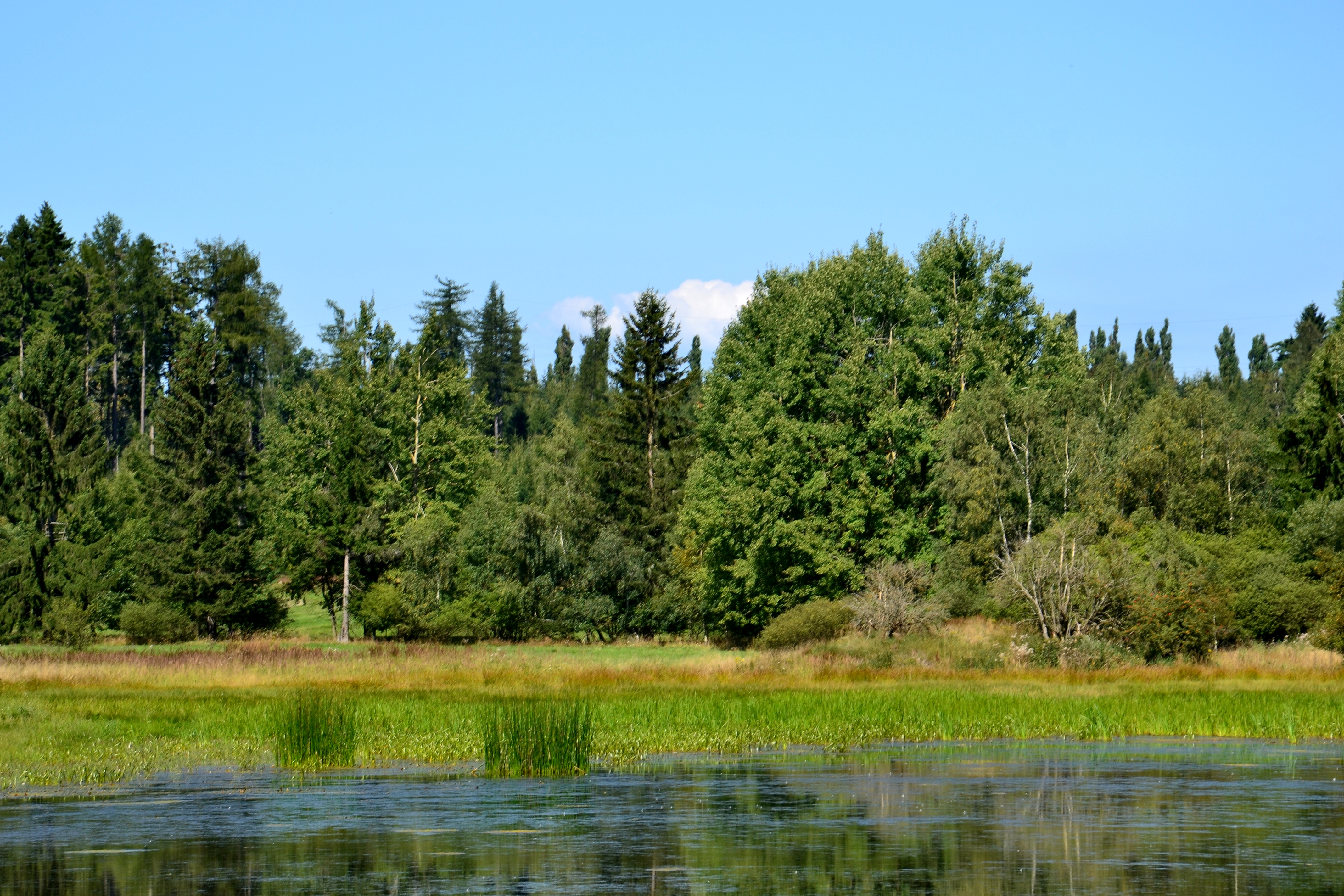
Porost ve Velkém údrčském rybníce
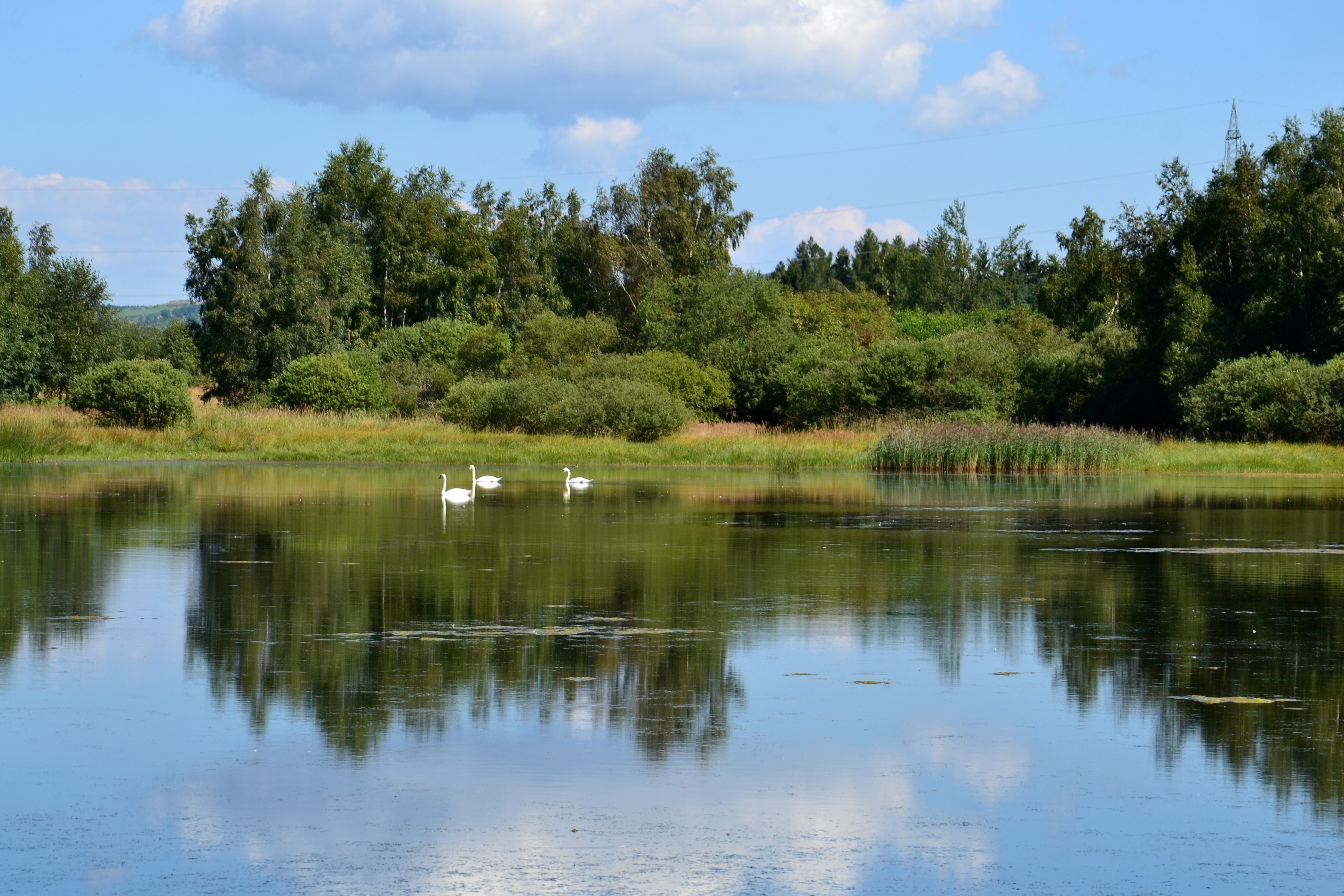
Labutě
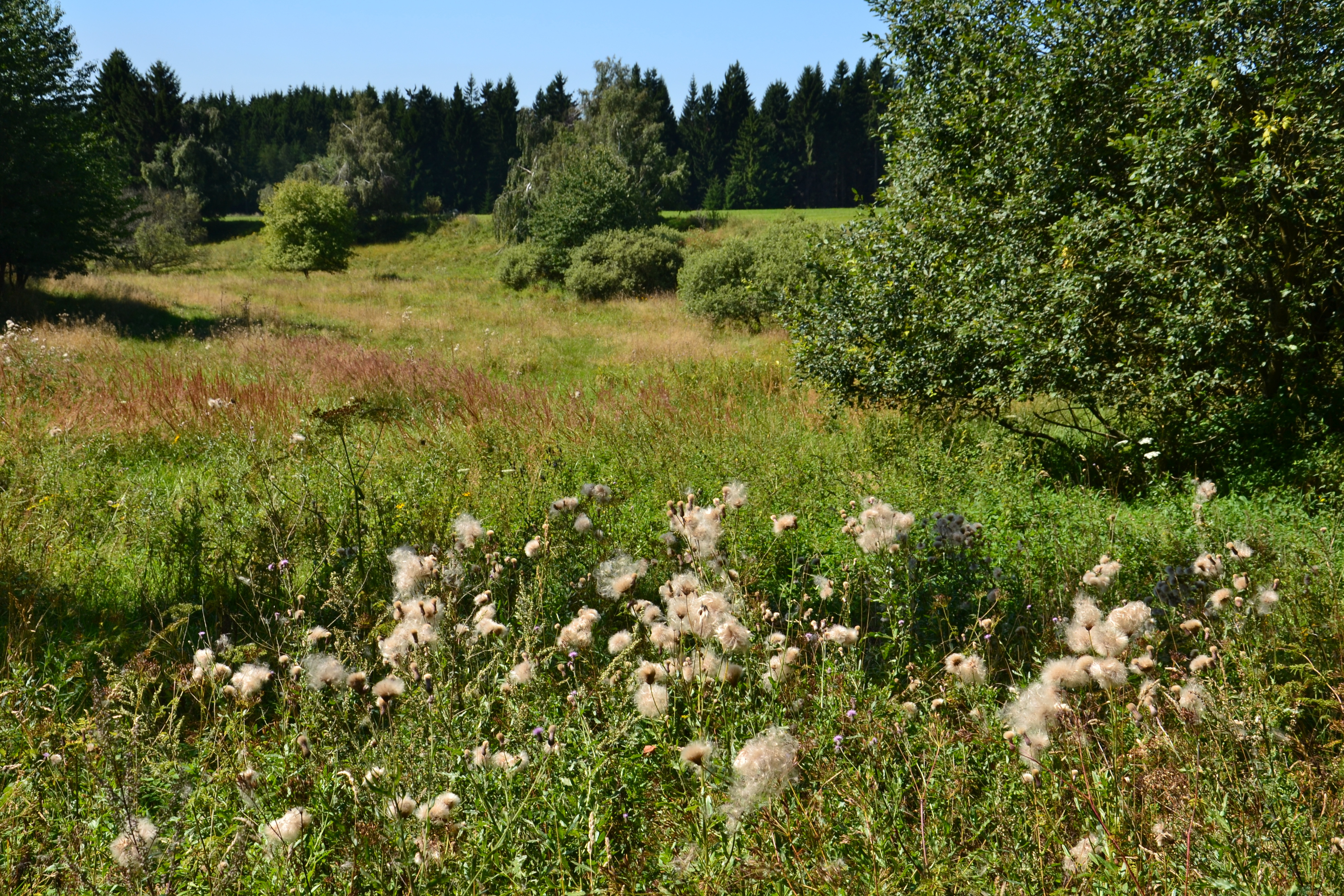
Pod hrází Velkého údrčského rybníka
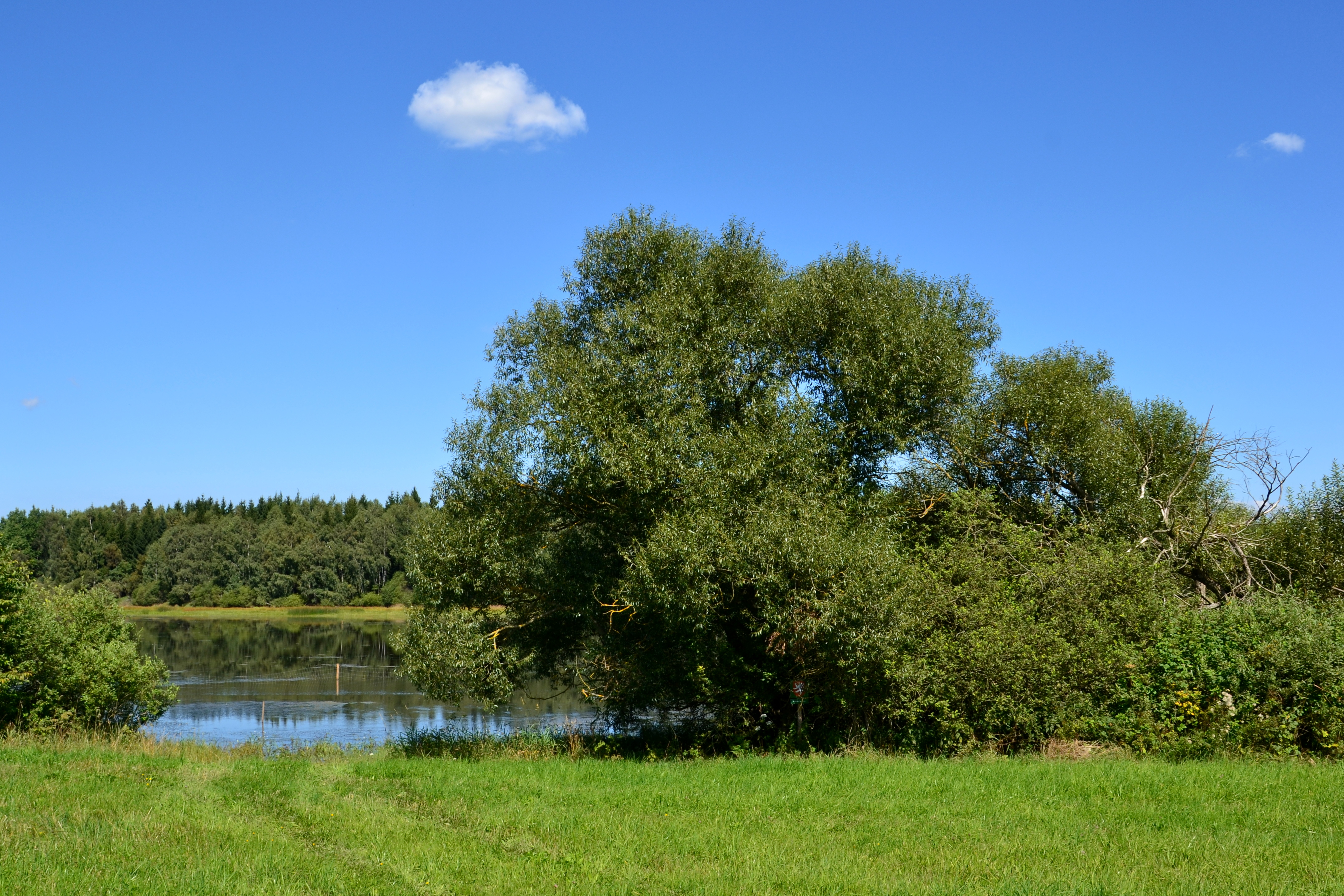
Louka na břehu Velkého údrčského rybníka